# منتخب آيسلندا لكأس ديفيز
منتخب آيسلندا لكأس ديفيز هو ممثل آيسلندا الرسمي في كرة المضرب في كأس ديفيز.